# Han stannade över natten
Han stannade över natten är en amerikansk komedifilm från 1947 i regi av Irving Rapper. Filmen är baserad på Broadwaypjäsen The Voice of the Turtle av John Van Druten från 1943.

## Rollista
- Ronald Reagan - Bill Page
- Eleanor Parker - Sally Middleton
- Eve Arden - Olive Lashbrooke
- Wayne Morris - Ned Burling
- Kent Smith - Kenneth Bartlett
- John Emery - George Harrington
- Erskine Sanford - Storekeeper